# Glogovec Zagorski
 Glogovec Zagorski  falu Horvátországban Krapina-Zagorje megyében. Közigazgatásilag Tuheljhez tartozik.

## Fekvése
Zágrábtól 39 km-re északnyugatra, községközpontjától  3 km-re északra a Horvát Zagorje északnyugati részén fekszik.

## Története
A településnek 1857-ben 124, 1910-ben 181 lakosa volt. Trianonig Varasd vármegye Klanjeci járásához tartozott. A településnek 2001-ben 104 lakosa volt.

## Külső hivatkozások
Tuhelj község hivatalos oldala